# Deukkopje
Het deukkopje (Minyriolus pusillus) is een spinnensoort in de taxonomische indeling van de hangmatspinnen (Linyphiidae).
Het dier komt uit het geslacht Minyriolus. Het deukkopje werd in 1834 beschreven door Wider.